# Fatherland
Pour l’article homonyme, voir Fatherland (film).
Fatherland (titre original : Fatherland) est un roman policier uchronique de l'auteur britannique Robert Harris, paru au Royaume-Uni et en France en 1992. Il est initialement intitulé Le Sous-marin noir en français avant un retour au titre original pour les rééditions.
Il prend la forme d'une enquête policière dans une réalité alternative où l'Allemagne nazie a remporté la Seconde Guerre mondiale vingt ans plus tôt. Le protagoniste principal est un officier SS de la Kripo chargé de résoudre le meurtre d'un officiel du gouvernement ayant assisté à la conférence de Wannsee. Alors qu'il avance dans son enquête, Xavier March découvre l'existence d'un complot visant à éliminer tous les participants de la conférence à des fins diplomatiques, en vue d'un rapprochement politique de l'Allemagne avec les États-Unis.
Le roman a rencontré un succès immédiat ; devenu un succès de librairie au Royaume-Uni, il a été vendu à plus de trois millions d'exemplaires et traduit dans plus de 25 langues.

## Résumé

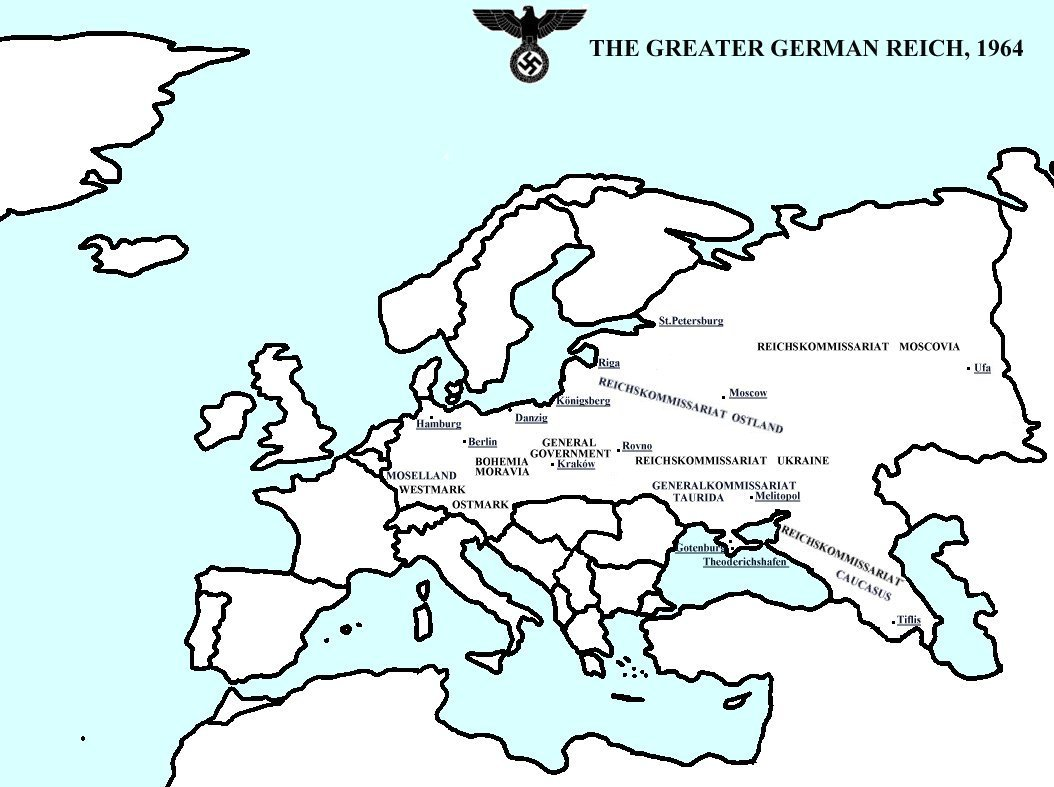
L'Europe sous domination allemande dans le monde de Fatherland.

En avril 1964, à Berlin, l'Allemagne nazie s'apprête à célébrer le 75e anniversaire d'Adolf Hitler et attend la visite du président américain Joseph Kennedy, qui doit contribuer à mettre un terme à la « Guerre froide » entre les États-Unis et le Grand Reich européen.
L'inspecteur Xavier March, de la Kripo, est chargé de résoudre le meurtre d'un ancien haut-dignitaire nazi, Josef Bühler. Alors que March avance dans son enquête, il réalise qu'il est au centre d'un scandale criminel politique, impliquant les personnalités centrales du parti nazi, assassinés à tour de rôle. Lorsque le premier corps est identifié, la Gestapo intervient et ordonne à la Kripo de clore l'enquête avant de s'en emparer.
Sa rencontre avec Charlie Maguire, une journaliste américaine, et plusieurs interventions des SS font comprendre à March que quelqu'un cherche à effacer des preuves. March et Maguire découvrent l'inimaginable : les dignitaires assassinés ont tous participé à une conférence à Wannsee en janvier 1942 qui a planifié la Solution finale et conduit dans le roman à l'extermination des onze millions de juifs d'Europe. March et Maguire identifient l'instigateur de tous ces meurtres : le chef de la SS, Reinhard Heydrich. Afin de s'assurer qu'aucun accroc ne viendra entacher la réputation de l'Allemagne pendant la visite présidentielle américaine, Heydrich a ordonné la destruction de toutes les preuves reliant le parti au destin des juifs. Maguire s'enfuit en Suisse dans l'espoir de pouvoir exposer au monde les crimes de l'Allemagne, mais March est dénoncé avant de pouvoir la rejoindre et se fait arrêter par la Gestapo.
Torturé dans les cachots du quartier général de la Gestapo sur la Prinz Albrechtstrasse, il ne révèle pas où se trouve Maguire. Odilo Globocnik lui explique que leurs efforts pour faire connaître la vérité au monde sont vains, Auschwitz et les autres camps ayant été rasés, et personne ne voudra les croire sans preuves. Le chef de la Kripo, Artur Nebe, vient au secours de March et le fait libérer dans l'espoir qu'il les guide jusqu'à la journaliste. Cependant, March comprend rapidement la situation et se dirige vers Auschwitz. Alors qu'il tente de trouver un signe de l'existence du camp et qu'il est encerclé par la Gestapo, il découvre quelques briques dans le sol.

## Personnages

### Personnages fictifs
- Xavier « Zavi » March : inspecteur de police de la Kriminalpolizei (« Kripo ») ayant le grade de Sturmbannführer (major) dans la SS. Il est surveillé par la Gestapo pour avoir vis-à-vis du parti une attitude « négative » ;
- Charlotte « Charlie » Maguire : une journaliste américaine envoyée spéciale à Berlin ;
- Hermann Jost : un élève de l'académie militaire SS ayant découvert le corps au centre de l'enquête de March ;
- Paul « Pili » March : le fils de March âgé de 10 ans, il est membre assidu de la Jungvolk. Il désapprouve l'antipatriotisme de son père ;
- Max Jaeger : l'ami et le partenaire de March à la Kripo

### Personnages historiques
- Odilo Globocnik : surnommé « Globus », il est Obergruppenführer (général) de la Gestapo et le bras droit du Reichsführer-SS Reinhard Heydrich ;
- Artur Nebe : chef de la Kripo, il soutient initialement March dans son enquête

### Personnages historiques mentionnés

#### Membres du gouvernement nazi
- Adolf Hitler : vieux et de plus en plus reclus, le Führer a perdu la popularité qu'il avait pendant la guerre. Depuis la victoire allemande, il préfère les vêtements civils aux uniformes et prononce des discours de façon beaucoup plus calme ;
- Heinrich Himmler : Reichsführer-SS jusqu'à l'accident d'avion ayant causé sa mort en 1962 ;
- Reinhard Heydrich : actuel chef de la SS (Reichsführer) depuis la mort d'Himmler, il est considéré comme le probable héritier d'Hitler. Bien qu'il n'apparaisse jamais directement dans le roman, il en est le principal antagoniste. Il est à l'origine de la décision visant à éliminer les membres de la conférence de Wannsee afin d'éliminer toute preuve d'existence de la Solution finale ;
- Joseph Goebbels : comme pendant la guerre, il est responsable du ministère de la Propagande ;

#### Participants à la conférence de Wannsee
- Adolf Eichmann
- Josef Bühler
- Martin Luther
- Wilhelm Stuckart
- Roland Freisler
- Friedrich Wilhelm Kritzinger
- Karl Schöngarth
- Otto Hofmann
- Heinrich Müller

#### Autres personnages historiques
- Édouard VIII : après la reddition du Royaume-Uni à l'Allemagne, il est réinstauré sur le trône britannique sous le titre d’empereur du Royaume-Uni. Il est l'oncle de la princesse Élisabeth, exilée au Canada depuis la fin de la guerre ;
- Winston Churchill : ancien Premier ministre britannique, il a fui au Canada lorsque le Royaume-Uni a signé la paix avec l'Allemagne ;
- Joseph P. Kennedy Sr. : le président américain ;
- Charles Lindbergh : l'ambassadeur américain en Allemagne.

## Contexte
Le roman est une uchronie puisque l'action se situe dans un temps qui n'a pas existé. Il change le cours des événements à partir de l'année 1942, tout en conservant des éléments historiques réels (lettres entre dignitaires nazis, horaires des trains menant aux camps de concentration etc.).

### Situation historique
Les événements de la Seconde Guerre mondiale se sont déroulés réellement, comme dans le livre, jusqu'en 1942 : les événements diffèrent à partir de cette année. Ces événements se répartissent en trois points : militaire, diplomatique, et scientifique.
Du point de vue militaire, l'opération Barbarossa débutée en juin 1941 est un succès pour l'Allemagne nazie en 1943, qui parvient à traverser le Caucase et à prendre Bakou et ses importantes réserves d'hydrocarbures. Le puissant système militaire de Joseph Staline « tombe en panne d'essence », permettant à la Wehrmacht de conquérir le territoire soviétique jusqu'à l'Oural et de capturer les principales métropoles de l'Ouest du pays, comme Moscou, Leningrad (il s'agit de Saint-Pétersbourg), Stalingrad (il s'agit de Volgograd), Gorki (il s'agit de Nijni Novgorod), Sverdlovsk (il s'agit de Iekaterinbourg) et Kazan ou Omsk. L'intégralité du territoire ne peut être conquise, le conflit se transformant en guérilla permanente soutenue par les États-Unis qui perdure jusqu'en 1964. Le destin de Staline n'est pas précisé.
Du point de vue diplomatique, Adolf Hitler parvient à faire capituler le Royaume-Uni en 1944 après un blocus maritime. La famille royale britannique, restée sur le territoire pour soutenir la population dans l'effort de guerre, doit s'enfuir au Canada en compagnie de Winston Churchill et probablement du général de Gaulle. Le trône britannique passe alors de Georges VI à Édouard VIII, qui a été accusé de sympathies nazies. Celui-ci a abdiqué en 1936 pour pouvoir se remarier avec Wallis Simpson, ce que ne toléraient pas les premiers ministres des différents dominions, le peuple britannique n'acceptait pas Simpson comme reine et le remariage entrait en conflit avec le statut de Chef de l'Église anglicane du roi. Ainsi, Édouard VIII revient sur le trône britannique et sa nièce, Élisabeth, fille de Georges VI, règne quant à elle sur le Canada et les dominions britanniques encore sous contrôle allié depuis les années 50.
L'Europe est ainsi totalement pacifiée, tenue sous le joug nazi. À la mort de son père, Élisabeth II, toujours réfugiée au Canada, réclamera le trône de son oncle. 
Du point de vue scientifique, les États-Unis, qui ont défait le Japon, l'attaque de Pearl Harbor ayant eu lieu, avec la bombe atomique (seule Hiroshima a été bombardée) obtenue par le projet Manhattan, doivent renoncer à libérer l'Europe après l'échec de l'opération Overlord en 1944. L'utilisation de la bombe atomique est envisagé, mais Hitler envoie alors une V3 survoler New York pour montrer qu'attaquer l'Allemagne nazie n'assurerait qu'une destruction mutuelle des deux camps. Une Guerre froide se met alors en place après la signature de l'armistice entre les deux belligérants en 1946, opposant d'un côté les États-Unis, le Canada, l'Australie, la Nouvelle-Zélande, le Japon et ce qu'il reste de l'Union soviétique et de l'autre côté l'Allemagne nazie et les États d'Europe qu'elle a vassalisés. 
Victorieuse de la Seconde Guerre mondiale, l'Allemagne nazie est libre d'instaurer son Reich, de développer son Lebensraum et de devenir l'Empire du Monde, censé durer un millénaire. Elle a exterminé des millions de Juifs européens par le biais de la Solution finale, que Reinhard Heydrich s'efforce consciencieusement de cacher en faisant disparaître tous les documents relatifs à ce qui fut décidé, puis en faisant abattre les 14 dignitaires nazis qui étaient présents lors de la conférence de Wannsee et enfin en faisant dynamiter chaque camp d'extermination. La raison officielle de la disparition des Juifs est donc leur envoi groupé dans un lointain territoire arraché à la Russie.
Malgré la défaite des Alliés, l'Union européenne se développe (même s'il est peu probable que la Communauté européenne du charbon et de l'acier se soit mise en place). Le traité de Rome est signé, associant le Portugal, l'Espagne, l'Italie, la France, l'Irlande, le Royaume-Uni, la Belgique, les Pays-Bas, le Danemark, la Norvège, la Suède et la Finlande à l'Allemagne nazie. Le drapeau européen est toujours à fond bleu avec 12 étoiles dorées, et l'hymne européen est toujours la Neuvième symphonie de Beethoven, mais le Reichsmark devient la monnaie commune et l'allemand la deuxième langue officielle.
En 1964, Joseph Kennedy (le père de John Fitzgerald Kennedy), le président des États-Unis, entame une détente avec l'Allemagne nazie, préfigurant peut-être la fin de la Guerre froide. Joseph Kennedy était effectivement connu dans la vraie vie pour sa complaisance vis-à-vis du Troisième Reich lorsqu'il était ambassadeur à Londres.

### Situation géographique

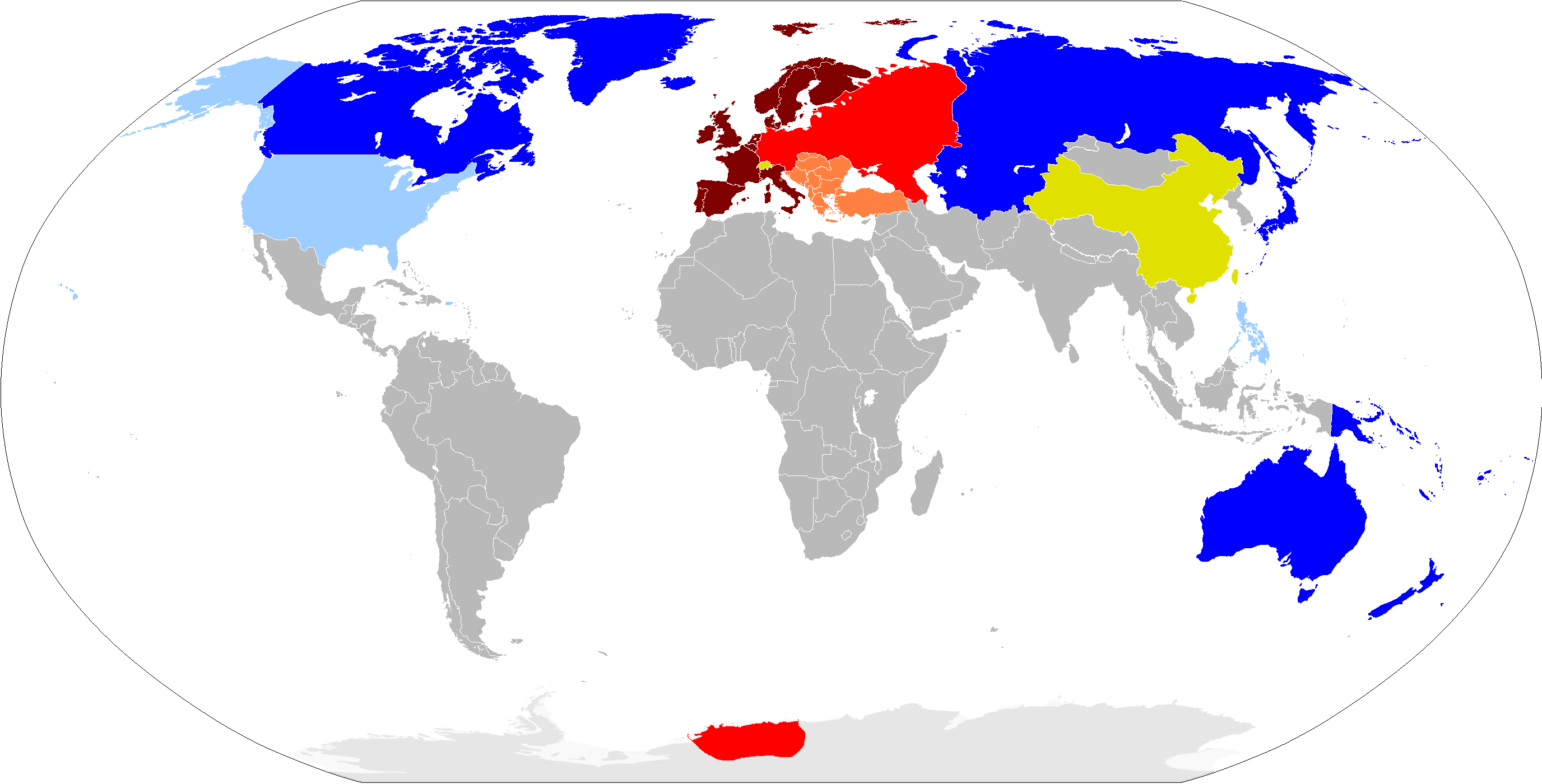
Carte politique du monde de Fatherland :
Les États-Unis et leurs colonies
Alliés des États-Unis et territoires occupés
L'Allemagne nazie
Pays d'Europe occidentale, soumis à l'Allemagne
Pays d'Europe du Sud, soumis à l'Allemagne
La Chine et la Suisse, pays neutres

En 1964, le Grand Reich Allemand (Greater German Reich) s'étend des Pays-Bas aux monts de l'Oural en Russie. L'ensemble des autres pays européens, du Portugal à la Turquie, sont tous soumis à l'Allemagne. Le Royaume-Uni, où règne l'empereur Édouard VIII, est devenu un allié de l'Allemagne, avec même une académie SS à Oxford.
Les frontières ou même l'existence de certains pays ont été bouleversées : l'Union soviétique a perdu le tiers de son territoire au profit de l'Allemagne nazie, comme la France avec l'Alsace-Lorraine. La Pologne a été totalement rayée de la carte, tout comme l'Estonie, la Lettonie, la Lituanie mais aussi l'Autriche, la Tchécoslovaquie et le Luxembourg. Le gigantesque territoire de l'Allemagne nazie se compose de l'Allemagne proprement dite mais aussi du Moselland (Luxembourg), de la Westmark (Alsace-Lorraine), de l’Ostmark (Autriche), du Protectorat de Bohême-Moravie (Tchécoslovaquie), du gouvernement général de Pologne, du Commissariat général de Tauride et des quatre Reichskommissariats (basés dans les Territoires de l'Est, en Ukraine, en Moscovie et dans le Caucase).

### Situation diplomatique, intérieure, politique
L'Allemagne nazie mène la Guerre froide avec les États d'Europe qu'elle a vassalisés contre le Bloc américain, composé des États-Unis, du Canada, de l'Australie, de la Nouvelle-Zélande, du Japon et de ce qu'il reste de l'Union soviétique. Ce conflit est cristallisé par la guérilla que mènent les Soviétiques dans les Reichskommissariat de l'ancien territoire soviétique, appuyés par les Américains. L'Allemagne est donc obligée de peupler de force son Lebensraum au moyen du Lebensborn, d'une intense propagande et de promesses surréalistes, cette guérilla soviétique étant toujours d'actualité depuis 1943. En effet, des anarchistes russes commettent régulièrement des attentats et sèment la terreur dans les colonies des Reichskommissariat.
L'immense territoire de l'Allemagne nazie s'étend des Vosges jusqu'à l'Oural. De vastes autoroutes ont été mises en place pour relier les différentes métropoles du Reich. Le territoire est très peuplé et aussi extrêmement organisé et industrialisé, grâce à Albert Speer, dans sa partie occidentale, ce qui décroit à mesure qu'on se dirige vers l'est. Son contrôle sur l'Europe est total, à l'exception de la Suisse, restée neutre. Elle a pillé les chefs-d’œuvre de toute l'Europe pour les rapatrier sur son territoire, et ce pillage s'exerce toujours via la vassalité : on découvre ainsi dans les journaux des publicités vantant les mérites des « parfums français, soies italiennes, fourrures scandinaves, cigares hollandais, cafés belges, caviar russe, télés couleurs anglaises. »
Hitler ne s'est évidemment pas suicidé et est toujours vivant en 1964, année de son 75e anniversaire. Il n'apparaît plus en public, ce qui permet d'entretenir son culte de la personnalité du fait de ses très rares apparitions. Heydrich est son second. La délation et la terreur policière règnent dans le pays, orchestrées par l'Ordnungspolizei (Ordo), la Kriminalpolizei (Kripo) et la Sicherheitspolizei (Sipo), véritables instruments de la puissante Schutzstaffel, devenue force policière en 1936. Ne pas rejoindre le parti et ses très nombreux clubs empêche de recevoir de nombreux privilèges et vaut d'être fiché par la Geheime Staatspolizei (Gestapo). L'uniforme est de mise à l'extérieur. Le système de justice est inégalitaire et basé sur le racisme (un « pur-Aryen » pourra tuer quelqu'un et n'avoir qu'une très légère peine, mais un simple vol ou adultère commis par un Polonais est passible de mort), et l'anticléricalisme est présent, les religions étant découragées (tout comme le divorce) et surveillées. L'eugénisme est officiel, poussant toutes les femmes à se teindre en blond pour ressembler à de vraies aryennes. Celles-ci doivent d'ailleurs suivre le slogan Kinder, Küche und Kirche institué par le Führer.

### Berlin
Berlin, passée du projet Welthauptstadt Germania à la réalité, est une gigantesque cité de 10 millions d'habitants ceinturée par une large banlieue, où le niveau de vie est élevé. La cité est toute de béton, de marbre, d'acier et de verre, imaginée par Albert Speer qui avait soumis à Hitler le projet que ces bâtiments, 1000 ans plus tard, devraient laisser de belles ruines, comme les vestiges égyptiens, grecs, ou romains : le Führer fut très intéressé par l'idée.
On doit à cet architecte, entre autres, le Grand Dôme (qui est le plus grand édifice du monde et qui peut contenir 16 fois la Basilique Saint-Pierre), la Nouvelle Chancellerie (dont la galerie est plus grande que la galerie des Glaces du château de Versailles), l'Arc de triomphe (qui peut contenir 49 fois l'Arc de triomphe de l'Étoile et où sont gravés les noms de tous les soldats morts durant la Guerre franco-prussienne, la Première Guerre mondiale, et la Seconde Guerre mondiale), l'Avenue de la Victoire (qui est 2 fois plus grande et plus large que l'Avenue des Champs-Élysées), sans oublier les sièges de la SS ou de la Wehrmacht et le Palais d'Adolf Hitler. On peut également trouver l’aéroport international Hermann Göring, chef-d’œuvre de marbre et de verre, truffé de postes de sécurité, le Reich étant en état d'alerte permanent.

## Adaptation
Le roman est adapté en téléfilm par Christopher Menaul en 1994 sous le titre Le Crépuscule des aigles (Fatherland). Rutger Hauer y interprète Xavier March, et Miranda Richardson tient le rôle de la journaliste Charlotte Maguire. Richardson remporte un Golden Globe de la meilleure actrice dans un second rôle dans une série, une mini-série ou un téléfilm. Au cours de la même cérémonie, Hauer est nommé au Golden Globe du meilleur acteur dans une mini-série ou un téléfilm, et le film lui-même est nommé à celui du meilleur téléfilm et à l'Emmy Award des meilleurs effets visuels.